# گل تپه شرقی مجندی
گل تپه شرقی مجندی مربوط به هزاره اول قبل از میلاد است و در شهرستان اردبیل، بخش مرکزی، روستای مجندی واقع شده و این اثر در تاریخ ۱۴ مرداد ۱۳۸۲ با شمارهٔ ثبت ۹۴۲۷ به‌عنوان یکی از آثار ملی ایران به ثبت رسیده است.